# Margaret Riley
Margaret Ann Riley (Saint Louis, 23 gennaio 1993) è una pallavolista statunitense, nel ruolo di palleggiatrice.

## Carriera

### Club
La carriera di Margaret Riley inizia nei tornei scolastici del Missouri, giocando per la Cor Jesu Academy. Dopo il diploma, gioca a livello universitario per la Miami (Ohio), partecipando alla NCAA Division I dal 2011 al 2014. 
Conclusa la carriera universitaria, inizia quella professionistica in Austria, firmando per il campionato 2015-16 col Tirol, nella 1. Bundesliga, in seguito rinominata Austrian Volley League Women, che disputa nel biennio seguente difendendo i colori dell'ASKÖ Linz-Steg. Emigra quindi in Svizzera nella stagione 2018-19, ingaggiata dallo Genève, in Lega Nazionale A, dove gioca anche nella stagione seguente, ma col Val-de-Travers.
Dopo un'annata di inattività, rientra in campo nella stagione 2021-22 con l'Haro nella Superliga Femenina de Voleibol spagnola.